# Stormy Weather
«Stormy Weather» es un estándar de jazz escrito en 1933 por Harold Arlen y Ted Koehler que forma parte del Great American Songbook. Fue cantada por primera vez por Ethel Waters en una actuación en el Cotton Club de Harlem, Nueva York.
La grabación realizada por Ethel Waters para Brunswick en 1933 fue incluida en Grammy Hall of Fame en 2003, y la Library of Congress también lo ha incluido en el National Recording Registry en 2004.

## Versiones
- 1942: Lena Horne (RCA Victor) - incluida en el Grammy Hall of Fame en 2000.[2]
- 2002: Reigning Sound - incluida en el Time Bomb High School en 2002.